# Écos
Écos település Franciaországban, Eure megyében. Lakosainak száma 1076 fő (2018. január 1.).

## Népesség
A település népességének változása:
| Lakosok száma | 446  | 411  | 418  | 805  | 887  | 923  | 1054 | 6285 | 1084 | 1076 |
|               | 1962 | 1968 | 1975 | 1990 | 1999 | 2008 | 2013 | 2016 | 2017 | 2018 |